# 青森県道102号大沢内停車場線
青森県道102号大沢内停車場線（あおもりけんどう102ごう おおざわないていしゃじょうせん）は、青森県北津軽郡中泊町を通る一般県道である。

## 概要
津軽鉄道大沢内駅から北津軽郡中泊町大字大沢内二タ見の国道339号を結ぶ。

### 路線データ
青森県例規集に基づく起終点および経過地は次のとおり。
- 起点：大沢内停車場（北津軽郡中泊町大字大沢内字海原[2]）
- 終点：国道339号交点（北津軽郡中泊町)（北津軽郡中泊町大字大沢内字二タ見[2]）

## 歴史
- 1961年（昭和36年）2月10日 - 県道に認定される[1]。

## 路線状況

### 重複区間
- 青森県道183号富野大沢内停車場線：（北津軽郡中泊町大沢内 地内）

## 地理

### 交差する道路
- 青森県道183号富野大沢内停車場線（北津軽郡中泊町大沢内）
- 国道339号（北津軽郡中泊町、終点）

### 沿線の施設など
- 津軽鉄道線大沢内駅